# Henri Cazelles
Henri Cazelles PSS (* 8. Juni 1912 in Paris; † 10. Januar 2009 ebenda) war ein französischer Theologe.

## Leben
Der Priester der Sulpizianer (ordiniert 1940) und Doktor der Rechtswissenschaften und Theologie war Studienleiter an der École pratique des hautes études Abteilung für Religionswissenschaften und Professor am Institut Catholique de Paris (1954–1980).

## Schriften (Auswahl)
- Alttestamentliche Christologie. Zur Geschichte der Messiasidee. Johannes Verlag, Einsiedeln 1983, ISBN 3-265-10262-9.
- Naissance de l'Église. Paris 1983, ISBN 2-204-02103-2.
- Histoire politique d’Israël. Des origines à Alexandre le Grand. Paris 1982, ISBN 2-7189-0218-3.
- Le Messie de la Bible. Christologie de l’Ancien Testament. Paris 1995, ISBN 2-7189-0651-0.
- La Bible et son Dieu. Paris 1999, ISBN 2-7189-0949-8.